# Heliocybe sulcata
Heliocybe sulcata — вид грибів, що належить до монотипового роду  Heliocybe.
Heliocybe sulcata має розмір з великий палець, характеризується жорстким, часто висушеним, грибним плодовим тілом, із темнуватим симетричним нальотом, що радіально розтріскується, подібно до малюнка сонця.Як і Neolentinus, він виробляє рясну, помітну плевроцистидію. Heliocybe sulcata плодоносить, як правило, на сухій та покритій тріщинами деревині, такій як огорожі, виноградні підпорки в Європі.

## Галерея

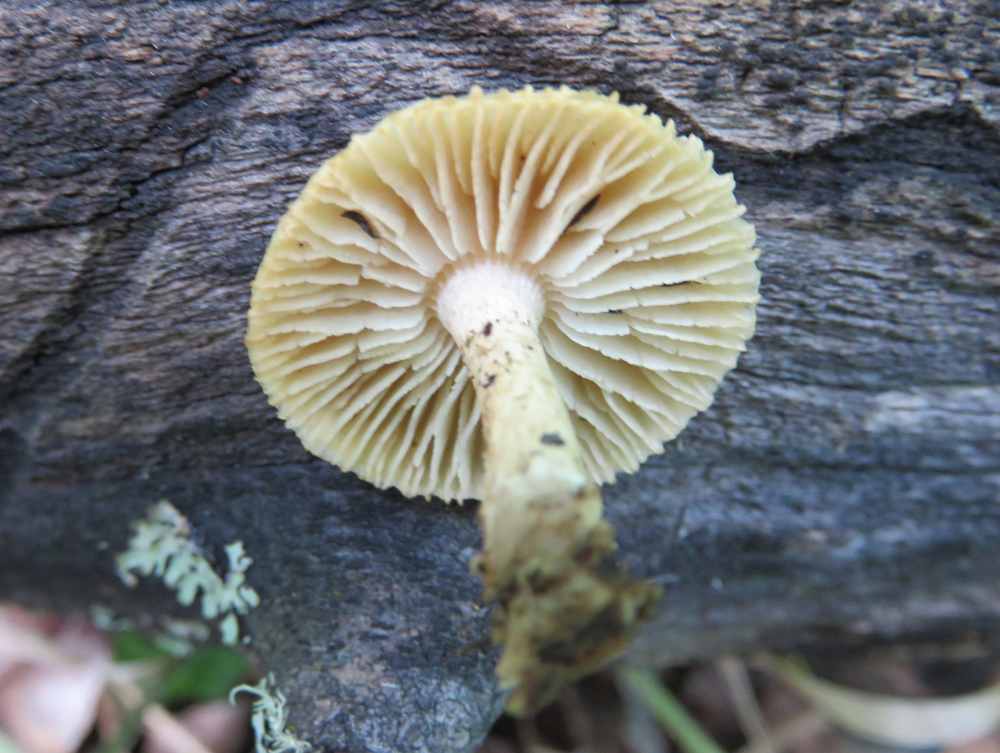
Heliocybe sulcata